# Pascual del Cioppo
Pascual del Cioppo Aragundi (Guayaquil, siglo XX) es un político conservador ecuatoriano. Fue presidente nacional del Partido Social Cristiano desde 1999 hasta 2021, además de ser simpatizante del Opus Dei y amigo personal del ex-arzobispo de Guayaquil, Antonio Arregui Yarza.

## Biografía
Inició su carrera política en el grupo de las Juventudes Socialcristianas, siendo su presidente en 1983, 1984 y 1986. Posteriormente pasó a ser parte de la directiva nacional del partido, primero como secretario y luego como presidente.
Ha sido diputado nacional en representación de la provincia del Guayas en cuatro ocasiones diferentes, siendo elegido en las elecciones legislativas de 1994, 1998, 2002 y 2006. También se desempeñó como jefe de bloque del Partido Social Cristiano durante parte de su estancia en el Congreso Nacional.
En 2007 fue destituido de su cargo de diputado por el Tribunal Supremo Electoral durante la crisis legislativa causada por el pedido de aprobación de consulta popular del presidente Rafael Correa para la instauración de la Asamblea Constituyente de 2007. Del Cioppo apeló la decisión ante el Tribunal Constitucional aseverando que él se encontraba fuera del país durante los eventos que llevaron a la destitución del resto de diputados, sin embargo su queja fue archivada.
Fue designado como embajador de Ecuador en España por el presidente Guillermo Lasso en 2021. Debido a que aceptó el cargo, el 28 de mayo del mismo año presentó su renuncia a la presidencia del Partido Social Cristiano, puesto en el que había permanecido por más de 22 años. Sin embargo, no asumió el cargo de embajador luego de que un diario español afirmara que del Cioppo habría declarado que el presidente Lasso había ordenado que se ocultaran pagos a una empresa española. En noviembre del mismo año, el presidente Lasso lo nombró embajador en Catar.

## Controversias
Durante su tiempo como diputado generó controversias al interior del legislativo por sus posiciones conservadoras, como al asegurar que la promoción de preservativos en discotecas y universidades convertiría a los centros educativos en "Sodoma y Gomorra" porque, según aseveró, los preservativos se entregarían "como útiles escolares".